# Frank Morriss
Frank E. Morriss (10 settembre 1927 – Los Angeles, 3 luglio 2013) è stato un montatore statunitense.

## Biografia
Morriss si laureò nel 1946 alla Beverly Hills High School. Nel 1948 si iscrisse presso il Santa Monica College.
Lavorò in oltre cinquanta film e programmi televisivi dal 1968. Fu candidato due volte all'Oscar per il miglior montaggio, per Tuono blu nel 1983 e All'inseguimento della pietra verde nel 1984.

## Filmografia
- Duel, regia di Steven Spielberg - film TV (1971)
- Chi ucciderà Charley Varrick? (Charley Varrick), regia di Don Siegel (1973)
- I ragazzi del Max's bar (Inside Moves), regia di Richard Donner (1980)
- Il bambino e il grande cacciatore (The Earthling), regia di Peter Collinson (1980)
- Di chi è la mia vita? (Whose Life Is It Anyway?), regia di John Badham (1981)
- Tuono blu (Blue Thunder), regia di John Badham (1983)
- All'inseguimento della pietra verde (Romancing the Stone), regia di Robert Zemeckis (1984)
- Il vincitore (American Flyers), regia di John Badham (1985)
- Corto circuito (Short Circuit), regia di John Badham (1986)
- Insieme per forza (The Hard Way), regia di John Badham (1991)
- Nome in codice: Nina (Point of No Return), regia di John Badham (1993)
- Occhio al testimone (Another Stakeout), regia di John Badham (1993)
- Minuti contati (Nick of Time), regia di John Badham (1995)
- Incognito, regia di John Badham (1997)
- Il prezzo della giustizia (The Jack Bull), regia di John Badham - film TV (1999)
- Daydreams of Rudolph Valentino, regia di Massimiliano Trevis (2006) - cortometraggio